# Werner Schrader
Werner Schrader (Rottorf, 7 marzo 1895 – Zossen, 28 luglio 1944) è stato un ufficiale tedesco, coinvolto nella resistenza tedesca, compreso il complotto del 20 luglio: un tentato colpo di Stato e assassinio di Adolf Hitler.

## Primi anni di vita
Nel 1914 Schrader si arruolò volontariamente nell'Esercito tedesco dove prestò servizio durante la prima guerra mondiale. Smobilitato nel 1920 con il grado di Oberleutnant, trovò impiego come insegnante. Dal 1924 al 1927 insegnò storia e tedesco in una scuola di Wolfenbüttel.
Dal 1920 Schrader fu membro di Der Stahlhelm (l'Elmo d'acciaio): un'organizzazione di veterani. Nel 1927 salì al grado di leader regionale per Braunschweig. Nel 1931 Werner Schrader partecipò al Congresso di Harzburg e denunciò gli eccessi delle SA alla presenza di Adolf Hitler. Poco dopo la vittoria dell'NSDAP alle elezioni del 1933, aprì le file dello Stahlhelm di Braunschweig a membri della sinistra in cerca di protezione. La reazione nazista su quest'ultimi fu violenta e sanguinosa, mentre Schrader perse sia la sua posizione di leadership nello Stahlhelm di Braunscheig che il suo posto di insegnante a Wolfenbüttel.

## La Germania nazista e la seconda guerra mondiale
Dopo la sua fuga, rientrò nell'esercito come Hauptmann, con anzianità risalente al 1º maggio 1934. Nel 1936, un nuovo arresto imminente, fu reclutato nei servizi segreti militari tedeschi o Abwehr dall'ammiraglio Wilhelm Canaris come capitano. Fu di stanza prima a Monaco di Baviera, poi a Vienna, infine di nuovo in Germania al quartier generale dell'esercito a Zossen, dove fu promosso a Oberstleutnant. Mentre si trovava a Monaco, incontrò il compagno di resistenza Rudolf von Marogna-Redwitz. Mentre era a Vienna, iniziò a raccogliere prove documentali dei crimini nazisti.
Dopo l'invasione della Polonia nel settembre 1939, Werner Schrader fu trasferito al quartier generale dell'alto comando dell'esercito tedesco dove mise insieme un archivio segreto - completo di rapporti e fotografie - riguardante le atrocità delle SS in Polonia. Wilhelm Canaris aveva fatto pressioni per l'ubicazione dell'Abwehr presso il quartier generale dell'alto comando dell'esercito a Zossen. La piccola sottounità di quattro uomini chiamata "Sezione compiti speciali" era interamente composta da anti-nazisti, incluso Werner Schrader. Nel 1939-1940 Schrader preparò piani dettagliati e briefing per un colpo di Stato; lasciò la piccola sezione nel settembre 1940 per una promozione a maggiore e un incarico a Vienna, ma tornò a Zossen e alla sezione dei compiti speciali nel 1941 dove rimase per il resto della sua vita. Durante il periodo dal 1939 al 1944, Schrader aveva agito come principale custode di vari fascicoli e documenti, diventando uno degli archivisti della resistenza tedesca. Nel 1944 assume anche la responsabilità dell'archivio messo insieme da Hans von Dohnanyi e Hans Oster. Inoltre prese in affidamento i diari personali del suo capo, l'ammiraglio Canaris, figura di spicco del movimento di resistenza tedesco contro Hitler.
Werner Schrader è stato coinvolto nell'approvvigionamento e nella gestione degli esplosivi per l'attentato a Hitler del 20 luglio 1944. Nel giugno 1944, l'Oberst Wessel Freytag von Loringhoven divenne capo dell'Abwehr II. Alla fine di giugno del 1944, Werner Schrader gli aveva fornito esplosivi e micce; questi furono passati a Claus Schenk von Stauffenberg. A causa del suo ruolo fu incaricato delle indagini su ritrovamenti di esplosivi simili, che riuscì a insabbiare. All'inizio di luglio del 1944, Schrader incontrò Canaris e lo informò di ciò che sapeva del complotto previsto da von Stauffenberg. Dopo che l'attentato del 20 luglio 1944 fallì, Schrader pose fine alla propria vita il 28 luglio 1944, lasciando un biglietto che diceva: «Non andrò in prigione; Non lascerò che mi torturino...».
La copia custodita a Zossen del diario di Canaris fu scoperta il 4 aprile 1945 dal generale filo-hitleriano Walther Buhle e altri importanti documenti della Resistenza furono scoperti anche dalla Gestapo dopo il suicidio di Schrader. In conseguenza di ciò, altri membri del gruppo legati a Canaris furono giustiziati il 9 aprile 1945 nei campi di concentramento di Flossenburg e Sachsenhausen. La moglie di Schrader, Cornelia, e suo figlio Werner Wolf furono arrestati.